# ليالينا (مجلة)
مجلة ليالينا مجلة شهرية، اجتماعية نسائية، صدر العدد الأول منها في بيروت عام 2001. تغطي المجلة أهم الاحداث من سهرات وحفلات وانطلاقات للمشاريع المختلفة سوء منها الصغيرة، المتوسطة والكبيرة، بالإضافة لتغطية مواضيع فنية ومواضيع منوعة كالطبخ والأبراج والرحلات وغيرها.
تغطي المجلة سبع دول فقط هي: الإمارات العربية المتحدة، السعودية، الكويت،قطر، البحرين، لبنان، الأردن وسوريا.
تصدر المجلة بتسع نسخ متخصصة لعدد من المدن الرئيسية: دبي، أبو ظبي، جدة، الرياض، عمّان، الكويت، الدوحة، البحرين، لبنان، سوريا. تتميز المجلة عن جميع باقي مثيلاتها بأنها تصدر عدد خاص في كل مدينة عربية، فالعدد الذي يتم نشره في دبي يختلف عن العدد المنشور في أبو ظبي وهلم جر لباقي المدن المستهدفة.
حيث تحتوي المجلة أحداث وحفلات المدينة نفسها بالإضافة لعدد من الاحداث الجامعة للدولة أو للعرب بشكل عام.

## الفئات المستهدفة
تستهدف المجلة القراء من النساء بالدرجة الأولى والرجال بالدرجة الثانية

## موقع ليالينا الإلكتروني
انطلق الموقع الإلكتروني في نوفمبر 2012، كما انطلقت نسخة الموقع المخصصة للهواتف المحمولة في يناير 2013. يضم الموقع قاعدة بيانات لملفات معظم مشاهير الوطن العربي، فيضم الملف معلومات السيرة الذاتية كتاريخ الولادة ومكانها واسم الأب والأم والحالة الاجتماعية والعنوان الحالي والاسم الحقيقي للمشاهير، رحلة الشهرة وما تضمنته من خطوات مدعّمة بعدد من الصور ومقاطع الفيديو، وغيرها من المعلومات مثل: الاسم الفني، البرج الفلكي، حسابات الفيسبوك والتويتر
ألبومات صور لحفلات خاصة وعامة أراد منظموها مشاركة صورهم مع أبناء المدينة فتواصلوا مع إدارة الموقع والمجلة لإرسال مصور محترف أو قام بإرسال الصور مباشرة عبر الموقع مع شرح عن المناسبة
هذا بالإضافة إلى مواضيع الجمال والمكياج، الأفلام والأبراج وغيرها من المواضيع التي تخص المرأة.

## ناشر المجلة
مجموعة الوسيط الدولية
تعد واحدة من أكبر مجموعات وسائل الاعلام في منطقة الشرق الأوسط. فتمتلك وتدير العديد من المطبوعات الإقليمية مثل الوسيط، ليالينا، ماري كلير ارابيا، فورتشن ارابيا، غالاتوب غير ارابيا، وجريدة البلد، وتنتشر فروعها في 12 دولة و35 مدينة.

## وصلات خارجية
- الموقع الرسمي